# In-edit Festival
In-Edit és un festival de documental musical celebrat anualment a Barcelona. Va ser fundat a Barcelona l’any 2003 a partir d’una iniciativa d’Uri Altell i Alberto Pascual, amb l’objectiu de destacar el documental musical com a gènere cinematogràfic.
Cada mes d’octubre es projecten en diferents sales de Barcelona documentals tant nacionals com internacionals. El festival s'ha caracteritzat per oferir una àmplia gamma de documentals, des d'històries de grans cantants i grups musicals, fins a artistes menys coneguts. També se centren en altres temàtiques del mateix àmbit com ara fenòmens culturals relacionats amb la música, gèneres musicals o desenvolupaments tecnològics del sector. D’altra banda, In-Edit sol oferir altres activitats durant els seus 11 dies de duració com ara masterclass impartides per professionals convidats, música en directe o trobades amb cineastes.
Tot i que el seu naixement i seu principal se situen a Barcelona, el festival ha estat present en diversos països com Alemanya, Països Baixos, Grècia, Xile, Brasil, Mèxic, Perú, Colòmbia i Argentina. Ha acollit més de 90 edicions arreu del món.
En els últims anys, In-Edit ha esdevingut també una productora i distribuïdora de documentals musicals a escala mundial que ja compta amb més de 200 títols (In-Edit Films).
In-Edit ha aconseguit un estatus important en ser reconegut com un dels festivals qualificadors per als Premis Goya, augmentant així la seva rellevància en el panorama cultural espanyol.

## Història

### Inicis
L’octubre de 2003 se celebra la primera edició del festival impulsada per Uri Altell i Alberto Pascual. El Club Helena del barri de Gràcia s'estableix com a emplaçament principal. Les projeccions es divideixen en dos caps de setmana i inclouen documentals d’una gran varietat de gèneres musicals, qualitat i procedència. Es pot destacar la projecció de I am trying to break your heart sobre el grup musical Wilco o A skin too few: the days of nick drake entre molts d'altres. El festival aconsegueix l’assistència d’unes mil persones.
L’any següent, a causa de l’èxit de la primera edició, es negocia un nou emplaçament a Barcelona. El Teatre Principal acull les projeccions, donant així una major visibilitat al festival. També s'afegeix la ciutat de Madrid com a seu secundària. Paral·lelament, se suma Santiago de Xile a la iniciativa convertint-se així en la primera seu amb vida pròpia fora d’Espanya. Aquest esdeveniment marca una fita important en la internacionalització i el reconeixement del festival. Es fan canvis significatius respecte a l’edició anterior com la inclusió de documentals històrics o l'addició de cinc dies més al festival (estenent-se durant un total de 9 dies).
D’aquesta segona edició cal destacar la projecció de Piano Blues, dirigida per Clint Eastwood, la qual formava part de la sèrie de cinema documental The Blues, produïda per Martin Scorsese.
El 2005 el festival torna a canviar d’emplaçament i se celebra als Cines Paris. Se segueix ampliant la programació incloent propostes nacionals o experimentals, allunyades de la música popular. S'arriba als 7900 espectadors.

### Expansió
El 2006 suposa la primera gran expansió del festival, superant els 11000 assistents. In-Edit segueix creixent els pròxims anys desembarcant al Brasil, Argentina i Mèxic, i establint col·laboracions amb altres festivals europeus. Tot i això, s'abandona la seu de Madrid. Durant les següents edicions se segueixen establint llaços amb festivals musicals de Catalunya com el Primavera Sound i productores o programadors internacionals.
El 2007, Don Letts es va convertir en el primer director en rebre un homenatge al festival In-Edit i va ser present en aquesta edició. Es van projectar un total de cinc dels seus documentals musicals entre els quals va destacar The Clash: Westway To The World. El 2009 es reprenen els homenatges, aquest cop centrat en Peter Whitehead, qui va ser l'encarregat de filmar el grup anglès Led Zeppelin a la seva actuació l'any 1970 al Royal Albert Hall.
El 2010, es conviden als documentalistes D.A. Pennebaker i Chris Hegedus. Es projecten un total de set obres de la seva filmografia i imparteixen una classe magistral a l’Auditori Blanquerna. A més, es fa una entrevista exclusiva per a la Web d’In-Edit.
Els següents grans canvis es produeixen el 2013 quan es decideix tornar a projectar a sales de Madrid així com Bilbao i Pamplona. S'amplien les temàtiques dels films, concentrant-se en la intersecció entre cinema, música i noves tecnologies. A més, es comença a experimentar amb la multipantalla o el vídeo a la carta, creant In-Edit TV. Aquesta serà tractada com una pantalla de cinema més per a projeccions.
El 2014 es compta amb l’actuació en directe de Gruff Rhys i l’assistència de Spandau Ballet, en motiu de la projecció del documental Soul Boys from the western World, cosa que augmenta la presència mediàtica del festival.